# Pyrethrum galae
Pyrethrum galae là một loài thực vật có hoa trong họ Cúc. Loài này được Popov miêu tả khoa học đầu tiên năm 1923.